# جمال سلامی
جمال سلامی (عربی: جمال سلامی؛ زادهٔ ۶ اکتبر ۱۹۷۰) یک بازیکن فوتبال اهل مراکش است.
وی همچنین در تیم ملی فوتبال مراکش بازی کرده است.